# Johann Kalopissis
Johann Kalopissis (n. 1944) es un botánico griego; realizando varios descubrimientos de especies de orquídeas de la flora de Grecia. Es curador del Museo Histórico Goulimis de Atenas.

## Algunas publicaciones
- 1979. Monographic und Ikonographie der Orchideen-Gattung Dactylorhiza. Taxon 28: 592-593

- 1980. Epipactis cretica Kalop. & Robatsch. En: Orchidee 31 (4): 142

- La abreviatura «Kalop.» se emplea para indicar a Johann Kalopissis como autoridad en la descripción y clasificación científica de los vegetales.[2]